# Hydrobromofluorocarbure
Les hydrobromofluorocarbures (HBFC) sont une sous-famille des halogénoalcanes ou halocarbures. 
Ce sont des composés dérivés des alcanes, où une partie des atomes d'hydrogène ont été substitués par des atomes de brome et de fluor.

## Utilisation
Les HBFC sont des composants compris dans les systèmes d'extinction d'incendie, en tant qu'agents extincteurs,.

## Contribution à l'effet de serre
Ces composés sont considérés comme des substances ayant un potentiel d'appauvrissement de la couche d'ozone. 

## Mesures réglementaires
Le Protocole de Montréal a fortement diminué la production et la vente de HBFC. L'ajustement du 23 octobre 1993 et l'amendement du 14 juin 1994 - décidés lors de la réunion des Parties à Copenhague en 1992 - a accéléré l'élimination des hydrobromofluorocarbures et des hydrochlorofluorocarbones (HCFC). 

### Canada
Le Canada a interdit depuis le 1er janvier 1996 la fabrication et l'import-export des HBFC sur son territoire.

### Union Européenne
Les substances réglementées (parmi elles les HBFC) ont été régulées pour l'importation et l'exportation. L'interdiction de produire et de commercialiser les hydrobromofluorocarbures est effectif depuis le 1er janvier 1996 également au sein de l'Union.
Néanmoins, une autorisation peut-être accordée par un état-membre pour répondre à des besoins intérieurs fondamentaux. 
De plus, par l'intermédiaire de l'article 12 du règlement (CE) PE-CONS 613/1/2000 du Parlement européen et du Conseil du 29 juin 2000 (sur les substances qui appauvrissent la couche d'ozone), accorde une autorisation d'exportation des produits correspondants aux groupes I à VIII, indiqués en annexe I de l'avis du 5 août 2000 - relatif aux entreprises qui exportent hors de la Communauté européenne des substances réglementées appauvrissant la couche d'ozone. Parmi ces groupes se trouvent celui des hydrobromofluorocarbures (groupe VII), qui comprend 34 molécules.
Chaque quantité exportable de substance, correspondant aux molécules indiquées dans l'annexe, est calculée selon le Potentiel d'Appauvrissement de la Couche d'Ozone (PACO, anciennement PDO) - mesure relative d'une molécule, d'un produit ou d'un mélange chimique à détruire l'ozone atmosphérique (à partir d'une substance de référence, le CFC-11, dont le PACO vaut 1,00 pour norme). 
| Hydrobromofluorocarbure indiqué dans le Groupe VII | PACO |
| HFBr2                                              | 1,00 |
| CHF2Br                                             | 0,74 |
| CH2FBr                                             | 0,73 |
| C2HFBr4                                            | 0,80 |
| C2HF2Br3                                           | 1,80 |
| C2HF3Br2                                           | 1,60 |
| C2HF4Br                                            | 1,20 |
| C2H2FBr3                                           | 1,10 |
| C2H2F2Br2                                          | 1,50 |
| C2H2F3Br                                           | 1,60 |
| C2H3FBr2                                           | 1,70 |
| C2H3F2Br                                           | 1,10 |
| C2H4FBr                                            | 0,10 |
| C3HFBr6                                            | 1,50 |
| C3HF2Br5                                           | 1,90 |
| C3HF3Br4                                           | 1,80 |
| C3HF4Br3                                           | 2,20 |
| C3HF5Br2                                           | 2,00 |
| C3HF6Br                                            | 3,30 |
| C3H2FBr5                                           | 1,90 |
| C3H2F2Br4                                          | 2,10 |
| C3H2F3Br3                                          | 5,60 |
| C3H2F4Br2                                          | 7,50 |
| C3H2F5Br                                           | 1,40 |
| C3H3FBr4                                           | 1,90 |
| C3H3F2Br3                                          | 3,10 |
| C3H3F3Br2                                          | 2,50 |
| C3H3F4Br                                           | 4,40 |
| C3H4FBr3                                           | 0,30 |
| C3H4F2Br2                                          | 1,00 |
| C3H4F3Br                                           | 0,80 |
| C3H5FBr2                                           | 0,40 |
| C3H5F2Br                                           | 0,80 |
| C3H6FBr                                            | 0,70 |

L'importation pour destruction des HBFC est régie par la décision 96/261/CE, du 23 février 1996 de la Commission des Communautés Européennes, à 10 tonnes PACO.

## Particularités
Les mélanges contenant des hydrobromofluorocarbures sont enregistrés sous le code douanier européen, pour les déclarations d'importation et de tarif douanier, suivant :
- 3824 : Liants préparés pour moules ou noyaux de fonderie ; produits chimiques et préparations des industries chimiques ou des industries connexes (y compris celles consistant en mélanges de produits naturels), non dénommés ni compris ailleurs
  - Mélanges contenant des dérivés halogénés du méthane, de l'éthane ou du propane
    - 38247300 : Contenant des hydrobromofluorocarbures

La Communauté de développement d'Afrique australe (CDAA ou SADC en anglais) accorde le numéro 38130020 pour la douane.